# Dennis Grey
Dennis Grey (San Diego, California, 26 de agosto de 1947) es un exjugador de baloncesto estadounidense que disputó dos temporadas en la ABA. Con 2,03 metros de estatura, jugaba en la posición de pívot. Posteriormente extendió su experiencia profesional jugando en Francia, Italia y España.

## Trayectoria deportiva

### Universidad
Jugó durante su etapa universitaria en la California Western University, hoy conocida como Alliant International University, y sin programa deportivo, siendo el único jugador de dicha institución en llegar a jugar como profesional.

### Profesional en la ABA
Tras no ser elegido en el Draft de la NBA de 1968, recaló en el baloncesto francés donde tuvo una breve experiencia con el Racing París antes de fichar por Los Angeles Stars de la ABA, donde jugó una temporada en la que promedió 9,1 puntos y 5,5 rebotes por partido.
Al año siguiente fue traspasado a los New York Nets, pero solo disputó cuatro partidos antes de ser despedido. El motivo de su poca participación con el equipo neoyorquino fue a causa de un puñetazo que Lew Alcindor le propinó en un partido amistoso en Los Ángeles fracturándole la mandíbula, lo que le apartó de las canchas durante 6 meses. Con motivo de esta lesión Grey demandó a Alcindor por una suma millonaria pero finalmente su compensación fue muy inferior a la deseada por el agredido.

### Europa
En la temporada 1970-71 volvió a jugar en el baloncesto francés nuevamente en las filas del Racing París donde destacó por ser un especialista defensivo y jugador de equipo muy bien valorado por aficionados y técnicos. Su buen trabajo le llevó a fichar por el modesto Mobilquattro Milano en un contrato de dos temporadas. 
En su primera temporada en Milán el equipo entrenado por Riccardo Sales obtuvo una discreta séptima posición en el campeonato liguero pero sorprendentemente se clasificó en tercera posición en la Copa de Italia lo que le valió la clasificación histórica para la Recopa de Europa de la temporada siguiente.
En la temporada 1972-73 Dennis Grey, por normativa de la época, disputó únicamente la Recopa de Europa mientras que su compatriota Chuck Jura compitió en la Liga Italiana. En la competición continental el Mobilquattro realizó una gran temporada eliminando a sus rivales y consiguiendo la clasificación para semifinales ante la Jugoplastica de Split que acabó eliminando al conjunto lombardo en un partido de vuelta disputado en la antigua Yugoslavia rodeado de mucha polémica. 
Cabe destacar que Grey destacó no por su espectacularidad sino por su eficiencia y buen hacer cerca de canasta, hecho que le dio mucha seguridad a su equipo. Como uno de los hitos de su carrera en Europa hay que mencionar la gran defensa que le realizó al pívot soviético Aleksandr Belov en los cuartos de final de la Recopa en que los milaneses superaron contra pronóstico al Spartak de Leningrado en cuartos de final. 
Tras sus tres temporadas en el baloncesto italiano Dennis Grey estuvo a prueba en el FC Barcelona para enrolarse en el equipo dirigido por Vicente Sanjuán que acabaría siendo subcampeón de la Liga Española. Finalmente el técnico prefirió a un jugador de otro perfil y Dennis Grey se quedó sin equipo en el que disputar la temporada 73-74. No obstante recibió una oferta, con la temporada ya en curso, del Club Natació Sabadell Lindcolor que militaba en la amateur 2a Nacional de la época y que buscaba ascender a 1a Nacional. El impacto de Grey fue total y el conjunto sabadellense estuvo a punto de ascender de categoría pero finalmente este hito no pudo alcanzarse.
Tras su discreta experiencia en el baloncesto español Dennis Grey decidió desvincularse del baloncesto profesional y volver a su California natal.

## Estadísticas de su carrera en la ABA

### Temporada regular
| Temporada | Edad | Equipo            | Liga | Pos. | P  | TIT | MIN  | TC  | TCA | %TC  | 3P  | 3PA | %3P  | 2P  | 2PA | %2P  | TL  | TLA | %TL  | R.OF. | R.DEF. | REB | ASIS | ROB | TAP | PER | FP  | PTS |
| 1968-69   | 21   | Los Angeles Stars | ABA  | C    | 58 |     | 22.7 | 3.2 | 7.6 | .419 | 0.0 | 0.0 | .000 | 3.2 | 7.6 | .420 | 2.7 | 5.0 | .538 | 1.9   | 3.6    | 5.5 | 0.9  |     |     | 2.2 | 3.4 | 9.1 |
| 1969-70   | 22   | New York Nets     | ABA  | C    | 4  |     | 18.5 | 1.5 | 6.0 | .250 | 0.0 | 0.0 |      | 1.5 | 6.0 | .250 | 1.5 | 3.0 | .500 | 2.8   | 3.5    | 6.3 | 0.0  |     |     | 0.8 | 3.8 | 4.5 |
| Total     |      |                   | ABA  |      | 62 |     | 22.4 | 3.1 | 7.5 | .410 | 0.0 | 0.0 | .000 | 3.1 | 7.5 | .411 | 2.6 | 4.9 | .536 | 2.0   | 3.6    | 5.6 | 0.8  |     |     | 2.1 | 3.4 | 8.8 |